# Communauté de communes du Pays Salvagnacois
La  communauté de communes du Pays Salvagnacois  est une ancienne communauté de communes française, située dans le département du Tarn.

## Historique
Créée le 29 décembre 1992, elle fusionne avec la communauté de communes de Vère Grésigne et prend le nom de communauté de communes de Vère-Grésigne - Pays Salvagnacois le 1er janvier 2014.

## Communes adhérentes
Elle est composée des communes suivantes :
| Nom                    | Code Insee | Gentilé          | Superficie (km2) | Population (dernière pop. légale) | Densité (hab./km2) |
| ---------------------- | ---------- | ---------------- | ---------------- | --------------------------------- | ------------------ |
| Salvagnac (siège)      | 81276      | Salvagnacois     | 33,41            | 1 160 (2014)                      | 35                 |
| Montgaillard           | 81178      | Montgaillardais  | 14,95            | 412 (2014)                        | 28                 |
| Montdurausse           | 81175      | Montduraussois   | 15,92            | 379 (2014)                        | 24                 |
| La Sauzière-Saint-Jean | 81279      | Sauzierains      | 15,82            | 266 (2014)                        | 17                 |
| Beauvais-sur-Tescou    | 81024      | Beauvaisois      | 12,10            | 336 (2014)                        | 28                 |
| Tauriac                | 81293      | Tauriacois       | 9,92             | 324 (2014)                        | 33                 |
| Saint-Urcisse          | 81272      | Saint-Urcissiens | 12,05            | 212 (2014)                        | 18                 |
| Montvalen              | 81185      | Montvalénois     | 11,73            | 220 (2014)                        | 19                 |